# 22527 Gawlik
22527 Gawlik è un asteroide della fascia principale. Scoperto nel 1998, presenta un'orbita caratterizzata da un semiasse maggiore pari a 2,3276866 UA e da un'eccentricità di 0,1556452, inclinata di 4,65852° rispetto all'eclittica.